# Глушков, Андрей Афанасьевич
Андрей Афанасьевич Глушков — советский хозяйственный, государственный и политический деятель, Герой Социалистического Труда.

## Биография
Родился в 1904 году в деревне Липовец. Член КПСС с 1935 года.
С 1918 года — на хозяйственной, общественной и политической работе. В 1918—1962 гг. — хлебороб, шахтер в Артёмовске ныне Донецкой области, красноармеец, председатель Липовского сельсовета, инструктор Воловского райисполкома, председатель Воловского райколхозсоюза, заведующий райземотделом, директор Воловской машинно-тракторной станции, председатель Воловского райисполкома Курской области, заместитель управляющего Курской областной конторой «Заготзерно», участник Великой Отечественной войны, заместитель командира по политчасти 40-го армейского инженерного батальона Волховского и Карельского фронтов, работник в аппарате Курского облисполкома, председатель Касторенского райисполкома, первый секретарь Касторенского райкома ВКП(б) Курской области, начальник Курского областного управления по сельскому и колхозному строительству, первый секретарь Хомутовского райкома КПСС.
Указом Президиума Верховного Совета СССР от 7 декабря 1957 года присвоено звание Героя Социалистического Труда с вручением ордена Ленина и золотой медали «Серп и Молот».
Делегат XX съезда КПСС.
Умер в Курске в 1977 году.